# Лісові Хутори
Лісові́ Хутори́ (до 2016 — Жо́втень, ще раніше хутір Церковний) — село в Україні, у Носівській міській громаді Ніжинського району Чернігівської області. Населення становило 109 осіб (на 01.01.2015). Орган місцевого самоврядування — Носівська міська рада.
На північний захід від села розташований ботанічний заказник — «Клепали».

## Історія
Хутори розташовувалися між селами Вербів, Дебреве, Мрин, Іржавець. Зі встановленням радянської влади в тодішньому селі Вербів утворена Ліснохуторська сільська рада. Територія була розподілена на сотні та окремі залюднені пункти. На Вербові були 1, 2, 3 і 4 сотні.
У 1919–1921 Чернігівське губернське статистичне бюро склало список населених пунктів губернії. Сільрада Лісних Хуторів розташовувалася в селі Вербів. Їй також підпорядковувалися хутори Клепала, Орішне, Петрове, Попове, Турбин і Церковне. До районного центру Носівка, що тоді з 1923 року підпорядковувався Ніжинському округові, вела ґрунтова дорога довжиною 7 верст. Торгові пункти, промислові заклади, телефонні установки і поштово-телеграфні заклади — відсутні. Найближча залізнична станція — Носівка (10 верст).
| Населений пункт | Рід  | Господарств | Мешканців | Відстань (у верстах) до сільради | до райцентру |
| --------------- | ---- | ----------- | --------- | -------------------------------- | ------------ |
| Вербів          | село | 581         | 2738      | —                                | 7            |
| Клепала         | хут. | 65          | 274       | 6                                | 13           |
| Орішне          | хут. | 48          | 237       | 8                                | 15           |
| Петрове         | хут. | 39          | 199       | 4                                | 11           |
| Попове          | хут. | 14          | 63        | 4                                | 11           |
| Турбин          | хут. | 11          | 44        | 7                                | 13           |
| Церковне        | хут. | 23          | 91        | 3                                | 10           |

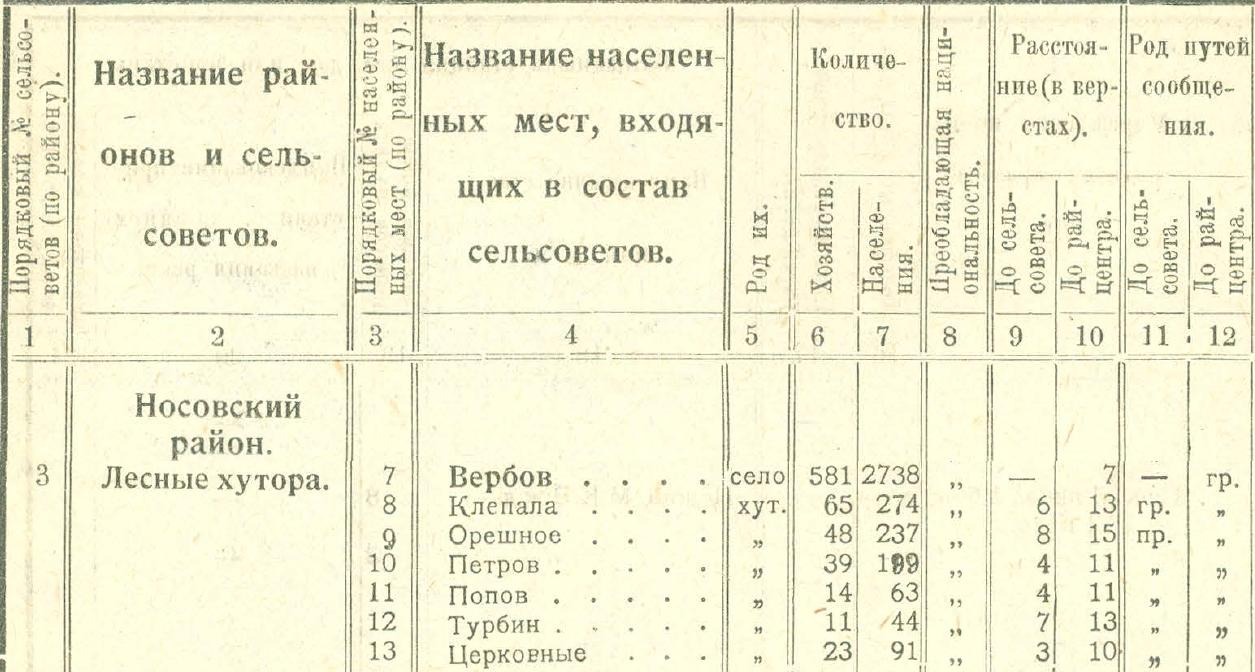

У травні 1929 було створене товариство спільного обробітку землі «Червоний трактор», для якого відведено землі в урочищі «Попова руга». В березні 1930 р. на базі «Червоного трактора» створено колгосп «Перша п'ятирічка», для якого відведено землі в урочищах «Шаулина могила», «Решітчиха», «Руга», «Каблуківщина», «Завербове», «Осняк». У 1929 р. створювалися списки домогосподарств селян села для виселення на висилки.
Під час колективізації 1930-1931 рр. шляхом зселення мешканців навколишніх хуторів на місці хутора Церковний було утворене село Жовтень. Територія, на якій розташувалася село, підпорядковувалася сільській раді Лісні Хутори (такого села не існувало), яка розташувалася в сусідньому селі Вербів (тепер — північна частина міста Носівки).
На початку голодомору 1932 року в колгоспів майбутнього села Лісні Хутори «П'ятирічка» та ім. Шевченка виникла загроза потрапити на так звану «чорну дошку» з усіма наслідками, що з цього випливали. 9 грудня Чернігівське обласне організаційне бюро КП(б)У доручило агітмасі ("свідомим" громадянам) взяти під свій догляд перебіг хлібозаготівель, а Носівський РПК (мабуть районний партійний комітет) було зобов'язано надсилати до облбюро п'ятиденні зведення про виконання хлібозаготівель цими колгоспами, починаючи з 10 грудня.
За підсумками радянсько-німецької війни 16 жителів села нагороджені медаллю «За доблесну працю у Великій Вітчизняній війні 1941–1945 рр.»
Після війни в 1940-х рр. на території Лісно-Хуторської сільської ради діяли колгоспи «Політвідділ» та «Жовтень». В 1950-х рр. діяли колгоспи ім. Мічуріна, ім. Фрунзе, середня школа, поштове відділення, сільський клуб. В 1951 р. бюджет сільської ради становив 78 тис. карбованців, це третій показник серед 16 сільських рад району після Носівської та Червонопартизанської сільських рад.
У 1954 р. Лісово-Хутірську сільську раду було розформовано та передано до Носівської сільської ради відповідно до Указу Президії ВР УРСР від 10.08.1954 р «Про об'єднання сільських рад». Вербів (центр сільської ради) як окремий населений пункт ще існував до 1960 р., коли Носівка отримала статус міста. Основна частина села Вербів стало північною частиною Носівки, хутірські поселення, зокрема Церковне (це і є Жовтень), Петрове було переселено в новостворені села Дебреве та Жовтень.
Відповідно до Закону України «Про засудження комуністичного та націонал-соціалістичного (нацистського) тоталітарних режимів в Україні та заборону пропаганди їхньої символіки» Верховна Рада України 12 травня 2016 перейменувала село Жовтень Носівського району на село Лісові Хутори.

## Школа
У селі (на Вербові) діяла школа, відкрита 1899 (за іншими даними — у 1895), приміщення кам'яне двоповерхове, збудоване цього ж року. Загальна кількість учнів 272 у 1926 р., за національним складом всі українці, за соціальним складом всі селяни. Серед шкільного приладдя були піаніно, мікроскоп, фотоапарат, глобуси. В 1928 р. в приміщенні школи було відкрито літні дитячі яслі на 35 дітей.
Зараз Вербів входить до складу міста Носівка. Ця школа тепер має назву Носівський навчально-виховний комплекс № 3.

## Церква Святого Іллі

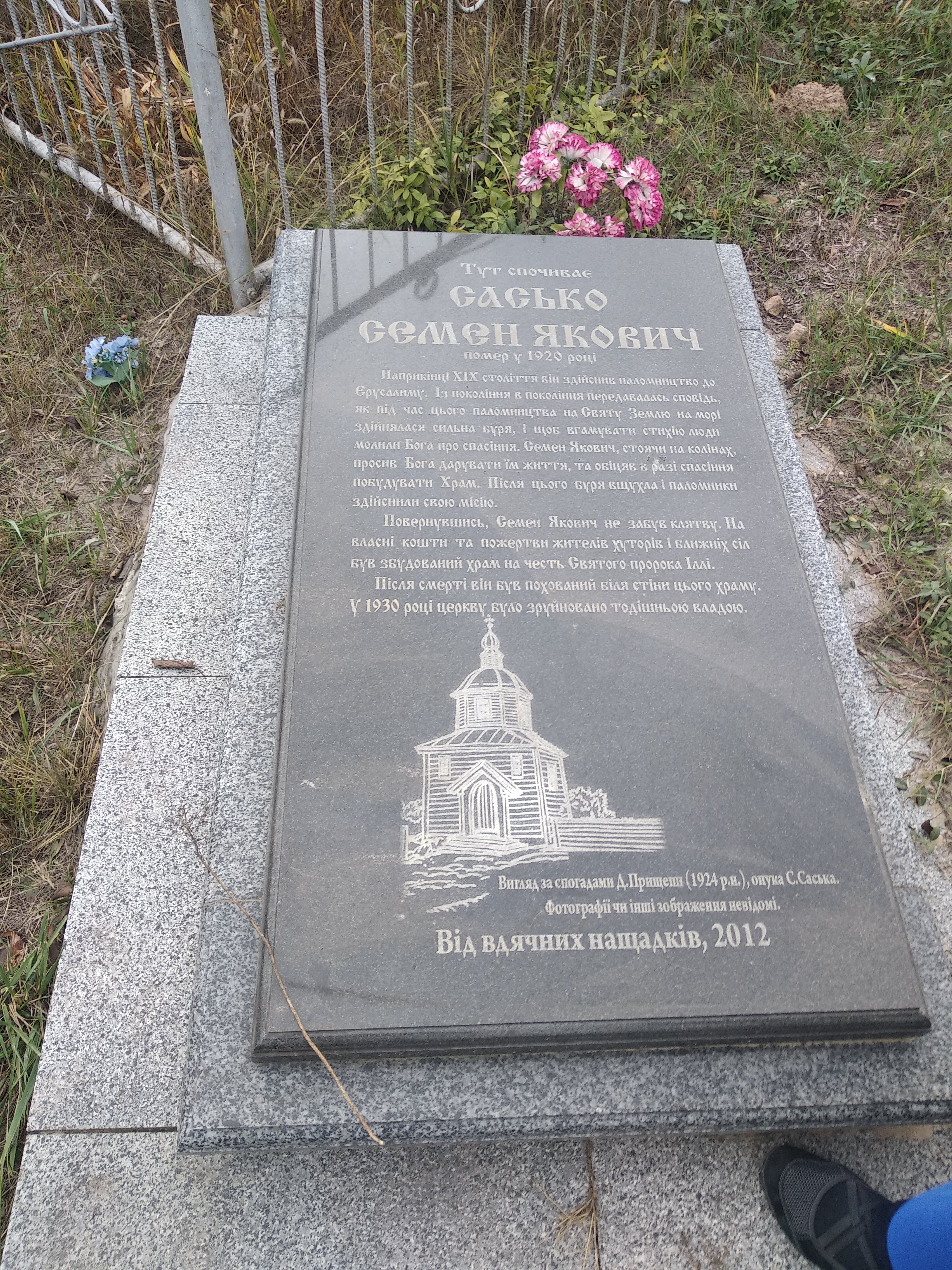
Могильна плита Семена Саська, який збудував храм в селі Лісні Хутори

На місці, де тепер є сільське кладовище, між 1910 і 1920 р. було споруджено дерев'яну церкву на честь Святого Іллі. Ініціатором спорудження був Семен Якович Сасько (помер 1920 року у віці приблизно 55 років внаслідок пошесті чи то пропасниці чи то грипу-іспанки), котрий прийняв обітницю спорудити храм під час морського шторму під час паломництва 1910 року в Єрусалим до Гробу Господнього. Семен Сасько був похований під стіною церкви.
За сімейними переказами, під час цієї подорожі на Чорному морі знялась величезна буря, яка загрожувала затопити корабель. Паломники вирішили кинути жереб, щоб визначити кого скинути за борт заради рятування корабля. Жереб випав на Семена Саська. Семен Якович, стоячи на колінах, просив Бога дарувати йому життя та обіцяв побудувати власним коштом храм у своєму селі. Чудесним чином буря вщухла і паломники добрались до Святих Місць. По поверненню Семен Якович не забув дану присягу та, вклавши власні кошти й організувавши збір коштів у мешканців навколишніх хуторів і сіл, збудував величний дерев'яний храм во славу святого пророка Іллі. Точна дата побудови невідома.
Після смерті він був похоронений біля стіни храму. У другій половині 1930-тих церкву було зруйновано безбожницькою комуністичною владою. Могила Семена Сяська тепер відрізняється від інших тим, що орієнтована не паралельно до автомобільної дороги, як інші могили, а навскіс — вздовж стіни колишньої церкви. Прямим нащадком (правнуком) Семена Саська є засновник ГО «Вікімедіа Україна» Юрій Пероганич.
День Святого Іллі (2 серпня) щороку відмічається в селі як храмове свято.

## Люди, пов'язані з селом
- Самокиш Михайло Іванович — (народився у селі Лісні Хутори в 1933) — почесний ректор Подільського державного аграрно-технічного університету, заслужений працівник освіти України

## Галерея

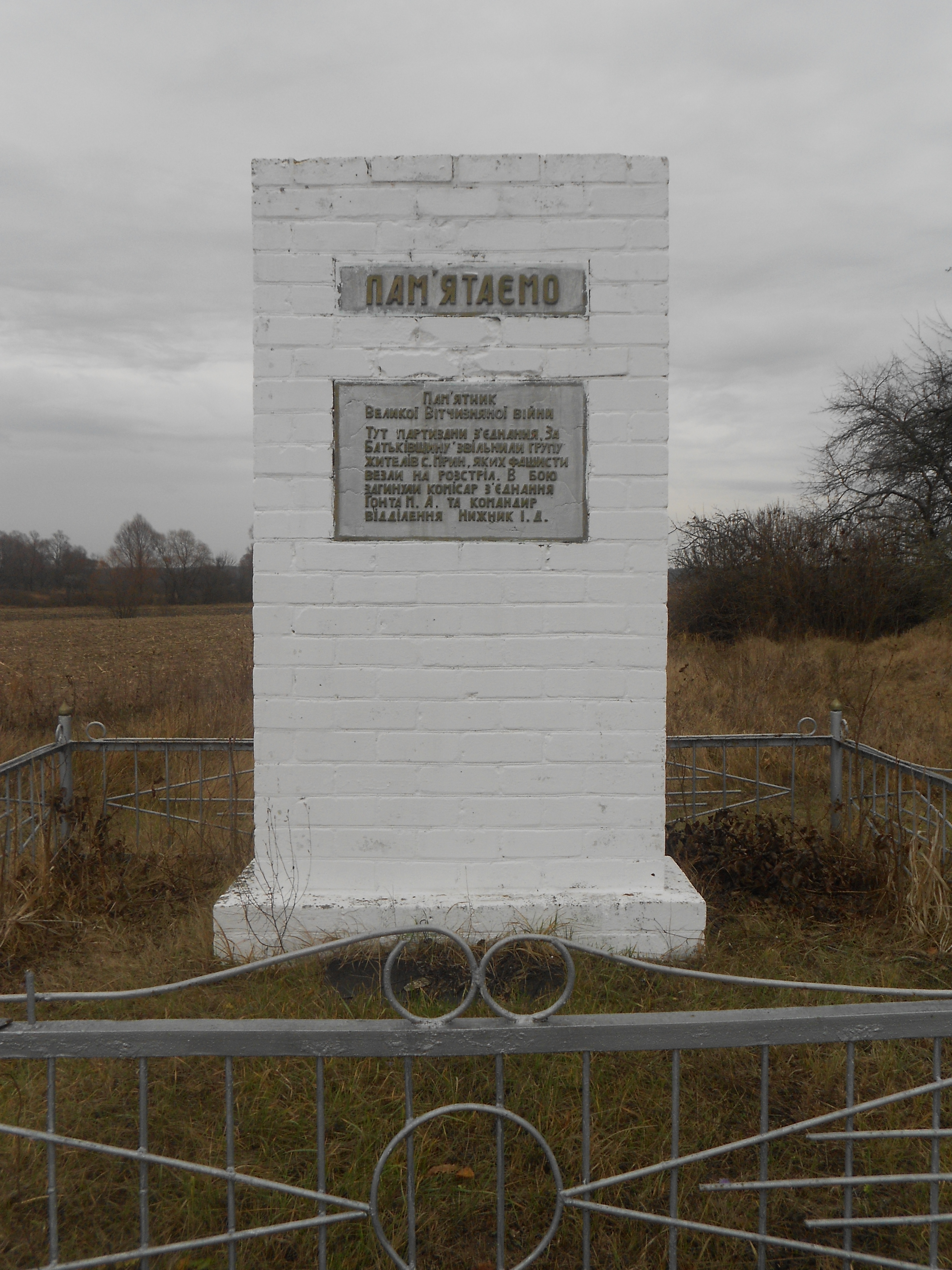
Пам'ятник над дорогою між Мрином і Лісовими Хуторами
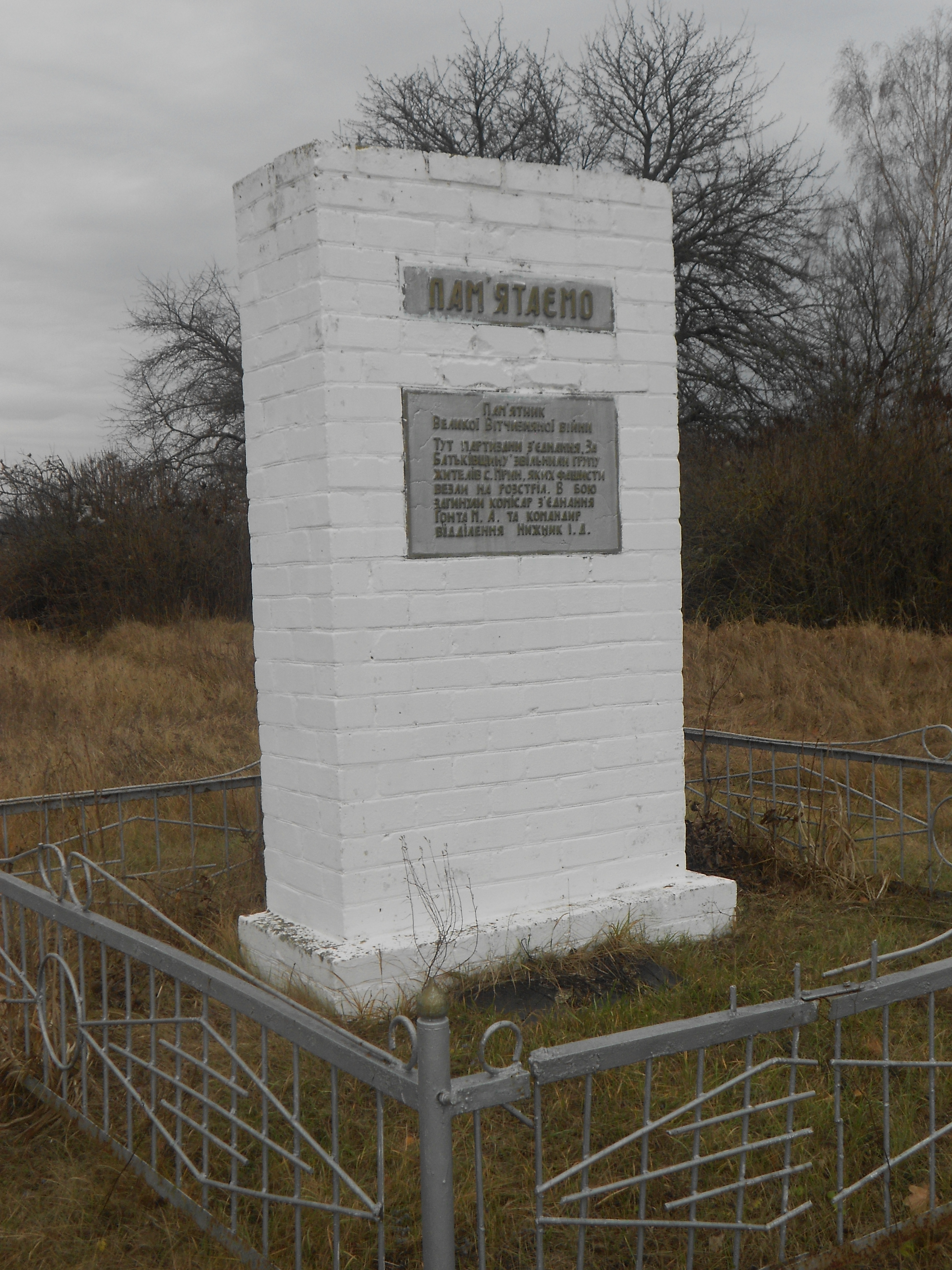
Пам'ятник над дорогою між Мрином і Лісовими Хуторами
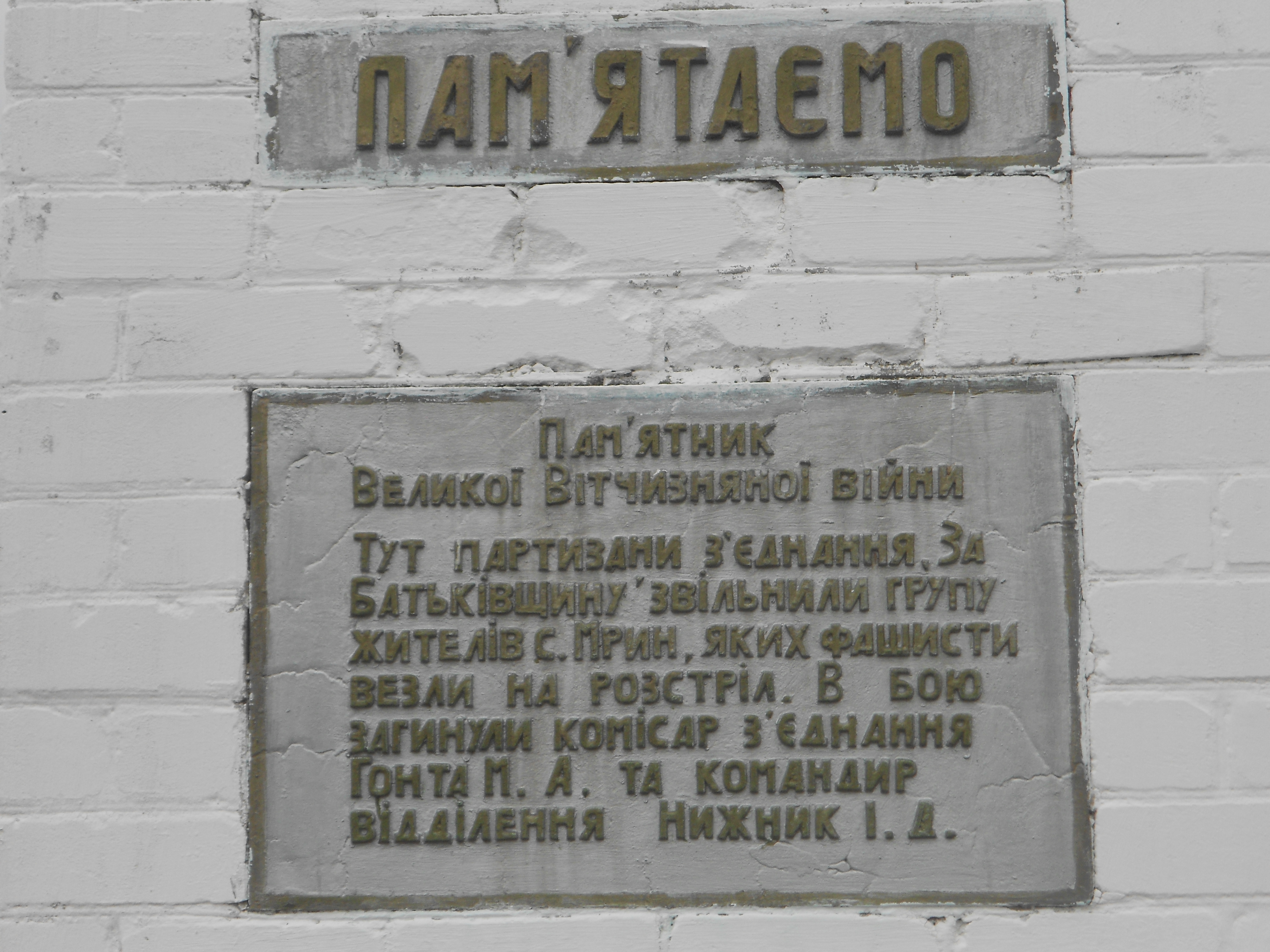
Пам'ятна табличка